# Zhu Zhu
Zhu Zhu (en  chino: 朱珠), (nacida el 19 de julio de 1984, Pekín); es una actriz, cantante y presentadora de televisión china.

## Biografía
Zhu nació en el seno de una familia de militares el 19 de julio de 1984, su familia es originaria de Linhai, Zhejiang, es hija de Zhu Hanbin (chino simplificado: 朱汉斌, chino tradicional: 朱漢斌), un empresario chino y su u abuelo, Zhu Xuzhi (chino simplificado: 朱 虚 之; chino tradicional: 朱 虛 之), un general de división del Ejército Popular de Liberación. 
Zhu comenzó aprender a tocar el piano a la edad de 3 años, cuando ella era estudiante en su escuela secundaria, ella incursionó en el mundo de la actuación en una obra titulada "La bella y la bestia".
Zhu se graduó en la carrera de Tecnología y Negocios de la Universidad de Pekín, donde se especializó en ingeniería electrónica.

## Carrera
En 2005, Zhu se unió a la red MTV y condujo programas musicales. 
Luego trabajó en la red MBOX en 2007, su primer álbum fue lanzado en 2009. 
En 2010, Zhu debutó como actriz de cine, una película de género comedia romántica protagonizada por Andy Lau China y Gong Li. 
En 2012, interpretó su personaje principal llamado Zhu Qi Qi, en una película de artes marciales titulado "The Man with the Iron Fists", junto a Russell Crowe, Cung Le, Lucy Liu, Byron Mann, Rick Yune, David Bautista y Jamie Chung. Está película producida en los Estados Unidos, recaudó unos 3,1 millones dólares en su primer día. 
En 2012, Zhu participó en otras películas como Shanghai Calling, Secret Sharer y Cloud Atlas.
Durante 2014 y 2016 participó en las 2 temporadas de la serie de Marco Polo de Netflix.

## Obras

### Películas
| Año  | Título                           | Título en chino      | Personaje    | Notas |
| ---- | -------------------------------- | -------------------- | ------------ | ----- |
| 2011 | What Women Want                  | 《我知女人心》       | guest        |       |
| 2012 | Shanghai Calling                 | 《纽约客@上海》      | Fang Fang    |       |
| 2012 | Secret Sharer                    | 《秘密分享者》       |              |       |
| 2012 | Cloud Atlas                      | 《云图》             | Megan        |       |
| 2012 | El hombre de los puños de hierro | 《铁拳》             | Chi Chi      |       |
| 2012 | Dark Hole                        | 《暗洞惊魂》         |              |       |
| 2012 | 《食人草》                       |                      |              |       |
| 2013 | Be Careful of No Shadow Man      | 《小心没有影子的人》 | Zhang Jingru |       |
| 2013 | Great Mr. Zhou                   | 《了不起的周先生》   | Ning Dai     |       |
| 2014 | The Old Cinderella               | 《脱轨时代》         |              | [ 1 ] |
| 2014 | Last Flight                      | 《绝命航班》         | Lorain       | [ 2 ] |

## Serie
| Año         | Título     | Personaje |
| ----------- | ---------- | --------- |
| 2014 - 2016 | Marco Polo | Kokachin  |

### Álbum
- Zhu Zhu (《朱珠》)